# نفرین مستر بین
«نفرین مستر بین» سومین قسمت از مجموعه تلویزیونی بریتانیایی مستر بین است که توسط تلویزیون تایگر برای تلویزیون تامس تولید شده است. این قسمت نخستین بار در ۱ ژانویه ۱۹۹۱ در شبکه آی‌تی‌وی پخش شد و در طول پخش اولیه خود ۱۳٫۸ بیننده آن را تماشا کردند. این قسمت برنده جایزه بین‌المللی امی برای برنامه‌ هنرهای محبوب برجسته شد.

## داستان

### بخش ۱: استخر
بین به یک استخر محلی می‌رود و ماشینش را در پارکینگ کناری پارک می‌کند. وقتی که ناجی غریق به او هشدار می‌دهد که نباید از سرسره مخصوص کودکان استفاده کند، نگاهش به سمت تخته‌های شیرجه می‌افتد و تصمیم می‌گیرد از بلندترین آن‌ها بپرد، اما وقتی متوجه می‌شود که چقدر بلند است، ترس تمام وجودش را می‌گیرد. در حالی که دو پسر به او نگاه می‌کنند، بین تلاش می‌کند از لبه پایین بیاید، اما در نهایت فقط با یک دست از لبه آویزان می‌ماند. یکی از پسرها روی دستش پا می‌گذارد و باعث می‌شود به داخل استخر سقوط کند. وقتی از آب بیرون می‌آید، متوجه می‌شود که مایوی او در آب مانده است و یک دختر با استفاده از لوله تنفس آن را از آب بیرون می‌کشد، درست در همان لحظه که ناجی غریق از همه می‌خواهد استخر را ترک کنند. در حالی که بین تلاش می‌کند در وضعیت بدون لباس خود به رختکن برسد، ناخواسته با گروهی از شناگران زن روبه‌رو می‌شود که از دیدن او وحشت‌زده فریاد می‌زنند.
هنگام خروج از پارکینگ، بین متوجه می‌شود که باید ۱۶ پوند برای خروج پرداخت کند. برای فرار از پرداخت هزینه، یک سطل زباله چرخ‌دار را به سمت ورودی هل می‌دهد تا دستگاه بلیت‌دهی را فریب دهد و بلیتی برای باز کردن دروازه صادر کند. درست هنگامی که سطل را کنار می‌زند، یک ماشین دیگر وارد می‌شود و او را مجبور می‌کند دنده‌عقب برود. سپس متوجه رلاینت آبی می‌شود که به سمت ورودی می‌آید؛ هنگامی که راننده بلیت می‌گیرد و دروازه را باز می‌کند، بین با سرعت زیاد مینی‌اش را به سمت رلاینت می‌راند، آن را از مسیر کنار می‌زند و باعث واژگونی‌اش می‌شود.

### بخش ۲: ناهار در پارک
در حالی که در پارک مشغول خوردن ناهار است، بین به مردی که روی نیمکت نشسته و او هم در حال غذا خوردن است، سلام می‌کند. وقتی متوجه می‌شود که آن مرد در حال خوردن ساندویچ است، تصمیم می‌گیرد خودش هم ساندویچی درست کند، با استفاده از مواد و وسایلی که داخل کت‌اش پنهان کرده است. او با قیچی دو برش نان از یک قرص نان می‌برد، کره را با کارت اعتباری‌اش روی نان می‌مالد، کاهو را زیر آب‌خوری می‌شوید و بعد برای خشک کردنش آن را در جورابش می‌گذارد و می‌چرخاند، دو عدد ساردین را از داخل شیشه بیرون می‌آورد و می‌کشد، و فلفل‌دانه‌ها را که در دستمالی پیچیده، با کف کفشش خرد می‌کند. پس از درست کردن ساندویچ، بین متوجه می‌شود که آن مرد در حال نوشیدن چای است، بنابراین تصمیم می‌گیرد خودش هم چای درست کند. او از بطری آب‌گرم استفاده می‌کند، چای کیسه‌ای را داخل آن می‌اندازد و درِ بطری را در گوشش می‌گذارد. سپس شیر را از یک شیشه شیر بچه با دهانش به بطری آب‌گرم منتقل می‌کند. وقتی آماده خوردن ساندویچ می‌شود، دستمالش را درون یقه‌اش می‌گذارد تا از آن به عنوان سفره یا دستمال استفاده کند، اما فلفلی که در آن بوده باعث عطسه‌اش می‌شود و در نتیجه ساندویچ از دستش می‌افتد و چای را روی خودش می‌پاشد. مردی که شاهد این صحنه است، نیمه دیگر ساندویچ خودش را به عنوان جایگزین به بین می‌دهد، و بین با سپاس فراوان آن را می‌پذیرد، در حالی که درِ بطری از گوشش بیرون می‌پرد.

### بخش ۳: فیلم ترسناک
در رانندگی به سینما برای دیدار با دوست‌دخترش، ایرما گاب، بین در یک چهارراه توسط چراغ قرمز متوقف می‌شود، اما وقتی می‌بیند یک دوچرخه‌سوار برای پیچیدن به چپ از دوچرخه پیاده می‌شود و آن را هل می‌دهد، تصمیم می‌گیرد همان کار را با خودروی مینی‌اش انجام دهد.
وقتی به سینما می‌رسد، آماده تماشای یک فیلم ترسناک با عنوان یک کابوس می‌شود (پوستر فیلم نشان داده‌شده متعلق به کابوس در خیابان الم ۵: کودک رؤیایی است که تصویر فردی کروگر را نمایش می‌دهد، اما طوری قرار گرفته که عنوان فیلم ناقص دیده می‌شود). بین برای خودش یک ظرف بزرگ پف فیل همراه با نوشیدنی‌ای که زیر لباسش پنهان کرده است، و برای ایرما یک ظرف کوچک‌تر می‌آورد. او از پف فیل ایرما می‌دزدد ولی نمی‌گذارد ایرما همین کار را با او بکند. پیش از آغاز فیلم، بین سعی می‌کند با شوخی‌های کودکانه، ایرما را بترساند. اما به محض شروع فیلم، خودش به شدت می‌ترسد. صحنه‌های ترسناک او را آن‌قدر وحشت‌زده می‌کند که سعی می‌کند نگاه نکند و حتی تلاش می‌کند ایرما را وادار به ترک سالن کند، اما مجبور می‌شود سر جایش بماند. سپس سعی می‌کند سرش را داخل لباسش ببرد، که باعث می‌شود ایرما از ترس فریاد بکشد، چون فکر می‌کند سر بین قطع شده است. در نهایت، بین راه‌حلی پیدا می‌کند: چند دانه پف فیل را در گوشش می‌گذارد تا صدای فیلم را نشنود و ظرف پف فیل را جلوی چشمانش می‌گیرد تا صحنه‌ها را نبیند. این روش مؤثر واقع می‌شود و او موفق می‌شود باقی فیلم را تحمل کند. در پایان، وقتی همه در حال ترک سالن هستند، بین متوجه نمی‌شود که ایرما کت‌اش را طوری روی خودش انداخته که شبیه شنل شده است، و وقتی بین با آستینی خالی مواجه می‌شود، هر دو از ترس فریاد می‌زنند. قسمت با این صحنه به پایان می‌رسد.

## بازیگران
- روآن اتکینسون – مستر بین
- انگس دیتن – مصتدی استخر؛ مرد روی نیمکت پارک
- ماتیلدا زیگلر – دوست‌دختر بین

## توضیحات تولید
سکانس استخر در مرکز استخر و تناسب اندام هیز فیلم‌برداری شده است، که در سال ۲۰۱۰ بازسازی و تغییر نام داده شد. صحنه‌های مربوط به پارکینگ در پارکینگ بولینگ هیثرو و صحنه کوتاه چراغ قرمز در توییکنهام در تقاطع خیابان استینز، خیابان بیمارستان بریج و جاده سیکث کراس فیلم‌برداری شده‌اند.
این قسمت، آخرین قسمتی بود که صحنه‌های خارجی‌اش با نوار ویدئویی پخش بیرونی تهیه شد. این کار با استفاده از اوبی۷ انجام شد، یک واحد دو دوربینه که توسط شبکه تامز برای تولید برنامه‌های نمایشی و سرگرمی سبک اختصاص داده شده بود. صحنه‌های داخلی نیز در استودیوهای تدینگتون متعلق به تلویزیون تامز و با حضور تماشاگران زنده ضبط شده‌اند. همچنین این قسمت، نخستین حضور خودروی مینی لیلند ۱۰۰۰ مدل ۱۹۷۷ بین را نشان می‌دهد.
نفرین مستر بین در سال ۱۹۹۱ موفق به دریافت جایزه بین‌المللی امی در شاخه برنامه هنری محبوب برتر شد.
در نسخه بازسازی‌شده این قسمت، عنوان آغازین سیاه و سفید اصلی با نسخه استاندارد «خیابانی» جایگزین شده است.